# Crestfallen
Crestfallen es un EP de la banda de Death/doom británica Anathema. Fue lanzado en 1992 y grabado en Academy Studios, West Yorkshire entre junio y julio de 1992. Este EP marca la entrada definitiva de Anathema en el Death/doom (siendo co-creadores del género junto con My Dying Bride y Paradise Lost). Guitarras pesadas y lentas, junto con los guturales de Darren White y sus líricas sobre tristeza, amargura, dolor y amor abren este nuevo subgénero.

## Lista de temas
1. "...And I Lust" - 5:46
2. "The Sweet Suffering" - 6:41
3. "Everwake" - 2:41
4. "Crestfallen" - 10:17
5. "They Die" - 8:03

Solo los temas 1 y 3 fueron escritos en 1992; todo el resto, el año anterior. El compositor de todos los temas es Darren White, salvo "Crestfallen", compuesta por Daniel Cavanagh, quien además es el principal compositor de estos temas y el ejecutor de los instrumentos no convencionales.

## Créditos
- Darren White — Voz
- Duncan Patterson — Bajo y voz
- Daniel Cavanagh — Guitarra
- Vincent Cavanagh — Segunda guitarra
- John Douglas — Batería

### Invitados
- Ruth Wilson — Voz femenina en "Everwake"

- Datos: Q2629679